# Elías Dip Ramé
Elías Dip Ramé (San Luis Potosí, San Luis Potosí, 20 de abril de 1946), es un político mexicano que fue diputado federal en la LVIII Legislatura del Congreso de la Unión de México de 2000 a 2003. Fue candidato a gobernador en las elecciones estatales de San Luis Potosí de 2003 y Secretario de Comunicaciones y Transportes del estado de San Luis Potosí entre 1985 y 1987.

## Biografía
Elías Dip Ramé pertenece a la cuarta generación de una familia libanesa de Trípoli emigrada a México en 1814. Sus padres fueron Salomón Dip-Khattar y  Esperanza Ramé Bustani. Estudió hasta la escuela preparatoria, luego por unos años se dedicó al sector privado en los ámbitos de la ganadería y la agricultura. Después trabajó en distintas compañías de transporte de las que fue presidente hasta 1979.
En 1980 se convirtió en socio adherente del Partido Revolucionario Institucional donde participó en diversas campañas electorales en su estado y en el proceso interno de selección del candidato de su partido para las elecciones a presidente de la República de 1999 donde resultó elegido Francisco Labastida Ochoa. Desde 1985 a 1987 fue Secretario de Secretario de Comunicaciones y Transportes del estado de San Luis Potosí bajo la gubernatura de Florencio Salazar Martínez.
Entre 1993 y 1995 se desempeñó como vicepresidente y luego presidente de la Cámara Nacional de Transportes. En 1995 fundó la Confederación Nacional de Transportistas Mexicanos (CONATRAM) convirtiéndose en su presidente.
En el año 2000 resultó elegido como diputado federal en la LVIII Legislatura del Congreso de la Unión de México por la Segunda Circunscripción de San Luis Potosí, ahí formó parte de la Comisión de Transportes y de la Comercio y Fomento Industrial.
En diciembre de 2002 renunció a su afiliación al PRI debido a que en las elecciones internas de ese partido para designar candidato a gobernador de San Luis Potosí resultó elegido Luis García Julián. Al siguiente mes los partidos Partido de la Revolución Democrática, Partido del Trabajo, Partido Alianza Social y Convergencia lo eligieron a él como candidato a gobernador. En las votaciones resultó elegido gobernador su tercer oponente Jesús Marcelo de los Santos Fraga quien se postuló por el Partido Acción Nacional.
Actualmente[¿cuándo?] se desempeña todavía como presidente de la CONATRAM.